# 海伦娜海牛
海伦娜海牛，或译赫勒拿海牛，是曾经生存于圣赫勒拿岛的一种神秘生物，据信，在该岛被殖民之前有一个大的海牛种群。与已知海牛不同，海伦娜海牛是半水生的，有时会像海豹一样登上陆地。 目前并无证据能证明它们的存在，只有两起目击报告在案。